# Televisa
Grupo Televisa (вимова — Телеві́са — від іспанського «телебачення») — третя за величиною іспаномовна телекомунікаційна компанія світу після бразильської студії Globo та американської Telemundo, в тому числі, перша в Мексиці є власницею чверті акцій іншої великої іспаномовної компанії — Унівісьйон (Univision), п'ятої за величиною в США та першої за величиною іспаномовної компанією США, головним конкурентом Telemundo. Телевіса — найбільший у світі виробник іспаномовних серіалів, відомих також як теленовели, власник багатьох іспаномовних мексиканських телеканалів.

## Історія
З моменту заснування компанією володіє сім'я Аскаррага. Компанію очолювали та володіли три покоління Аскаррага; кожен ознаменував еру для компанії, і до жовтня 2017 року кожен передав право власності на компанію своєму синові після його смерті.

## Телевізійні канали

### Наземний
- Las Estrellas — оригінальні теленовели
- Canal 5 — іноземні серіали та фільми
- Nueve — зарубіжні теленовели
- Foro TV — програми новин

### Кабель
- Adrenalina Sports Network
- Bandamax
- Bitme
- De Película
- De Película Clásico
- Distrito Comedia
- Golden and Golden Edge
- Golden Premier
- Las Estrellas Internacional — доступний у всьому світі (крім Мексики)
- TLN Network — доступний у Бразилії, Португалії, Анголі та Мозамбіку
- Tlnovelas
- Telehit
- Telehit Música
- Telemundo Internacional
- TUDN
- Unicable